# Communauté de communes de la Région de Montmarault
Die Communauté de communes de la Région de Montmarault ist ein ehemaliger französischer Gemeindeverband mit der Rechtsform einer Communauté de communes im Département Allier in der Region Auvergne-Rhône-Alpes. Sie wurde am 30. November 2000 gegründet und umfasste 21 Gemeinden. Der Verwaltungssitz befand sich im Ort Montmarault.

## Historische Entwicklung
Mit Wirkung vom 1. Januar 2017 fusionierte der Gemeindeverband mit der Communauté de communes de Commentry Néris-les-Bains und bildete so die Nachfolgeorganisation Commentry Montmarault Néris Communauté.

## Ehemalige Mitgliedsgemeinden
1. Beaune-d’Allier
2. Bézenet
3. Blomard
4. Chappes
5. Chavenon
6. Cosne-d’Allier
7. Doyet
8. Louroux-de-Beaune
9. Montmarault
10. Montvicq
11. Murat
12. Saint-Bonnet-de-Four
13. Saint-Marcel-en-Murat
14. Saint-Priest-en-Murat
15. Sauvagny
16. Sazeret
17. Tortezais
18. Venas
19. Vernusse
20. Villefranche-d’Allier
21. Voussac